# Gotska Sandön
Gotska Sandon je neobydlený švédský ostrov a národní park v Baltském moři, který se nachází asi 38 km severně od ostrova Fårö. Je přibližně 9 km dlouhý a 6 km široký a jeho rozloha je přibližně 36 km².
Gotska Sandon je z velké části pokryt pískem a v jeho scenérii dominují pláže, duny a borové lesy. Jméno "Gotska Sandon" se doslovně překládá jako Gotlandský písečný ostrov, dle jména kraje, jehož je součástí. Od 1909 to je jeden z národních parků Švédska. Kromě kolonie tuleně kuželozubého zde není příliš bohatá vyšší fauna. Nicméně zde žije mnoho vzácných druhů hmyzu a rostlin, včetně několika druhů orchidejí. Během léta sem jezdí pravidelné výletní lodě z ostrova Fårö a z Nynäshamnu na pevnině.

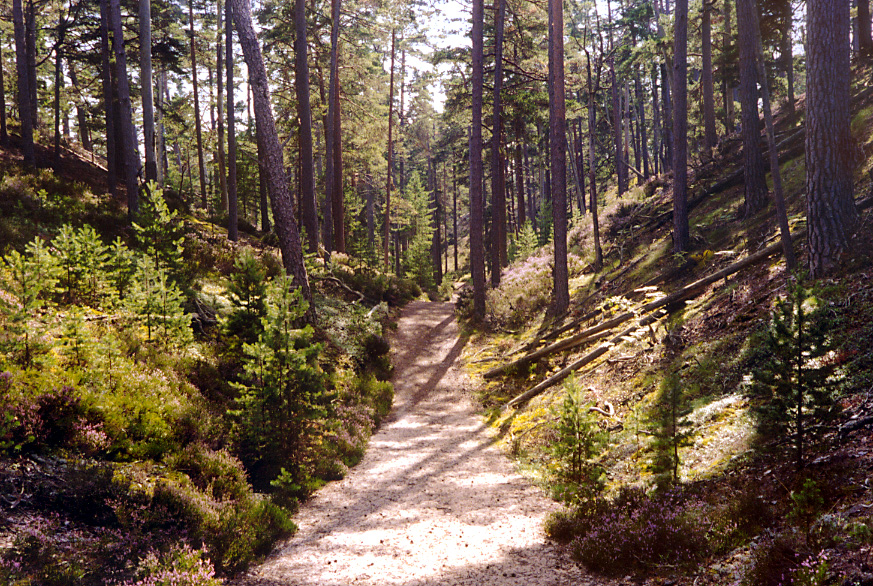
Schipka Pass, ručně vytvořený průsmyk přes písečné duny
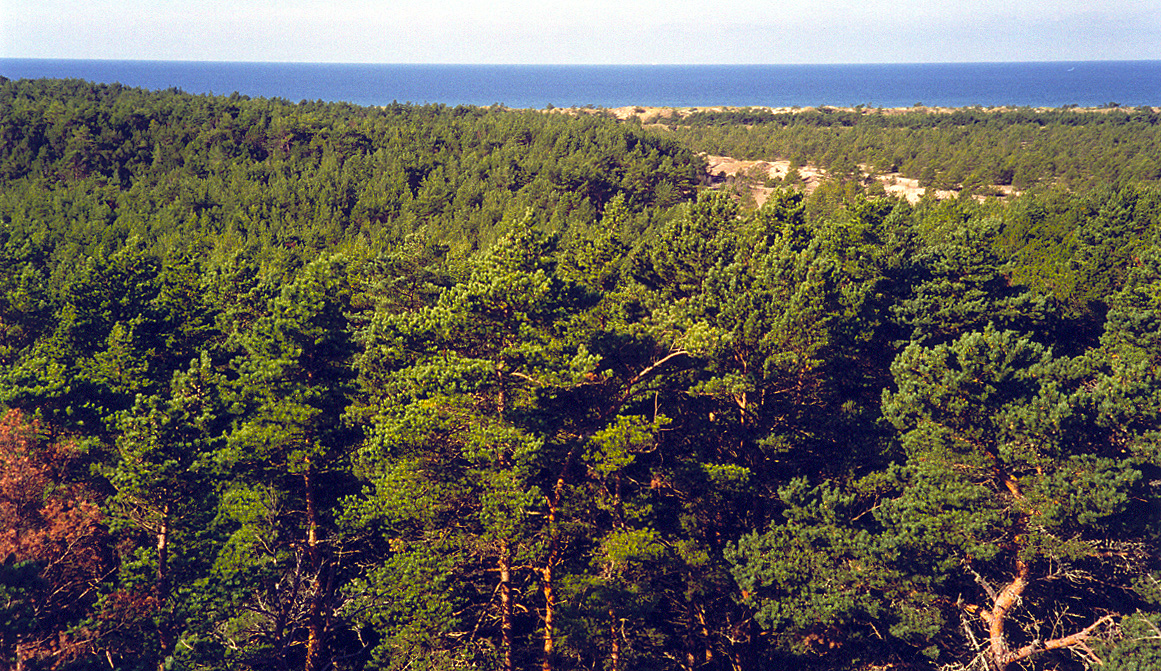
Východní pobřeží, jak je vidět z majáku
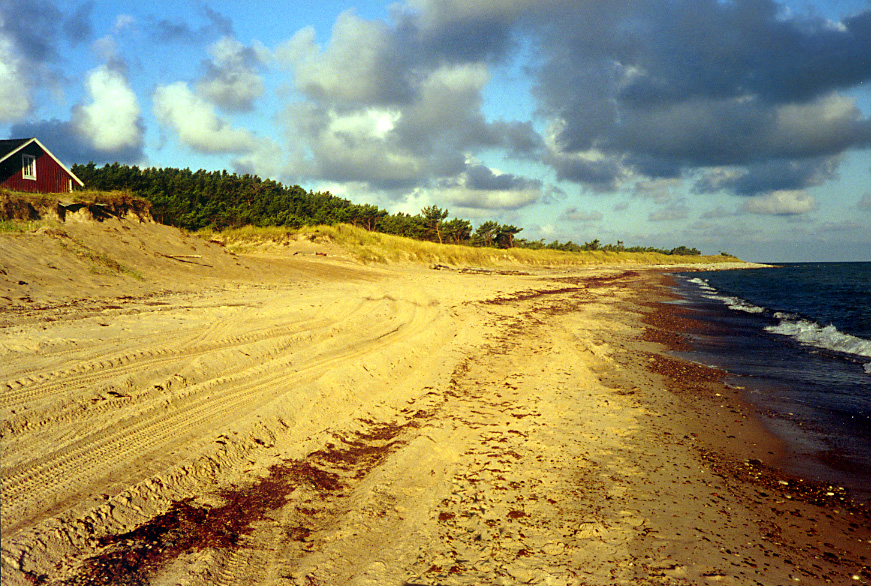
Severovýchodní pobřeží brzy ráno